# 사케

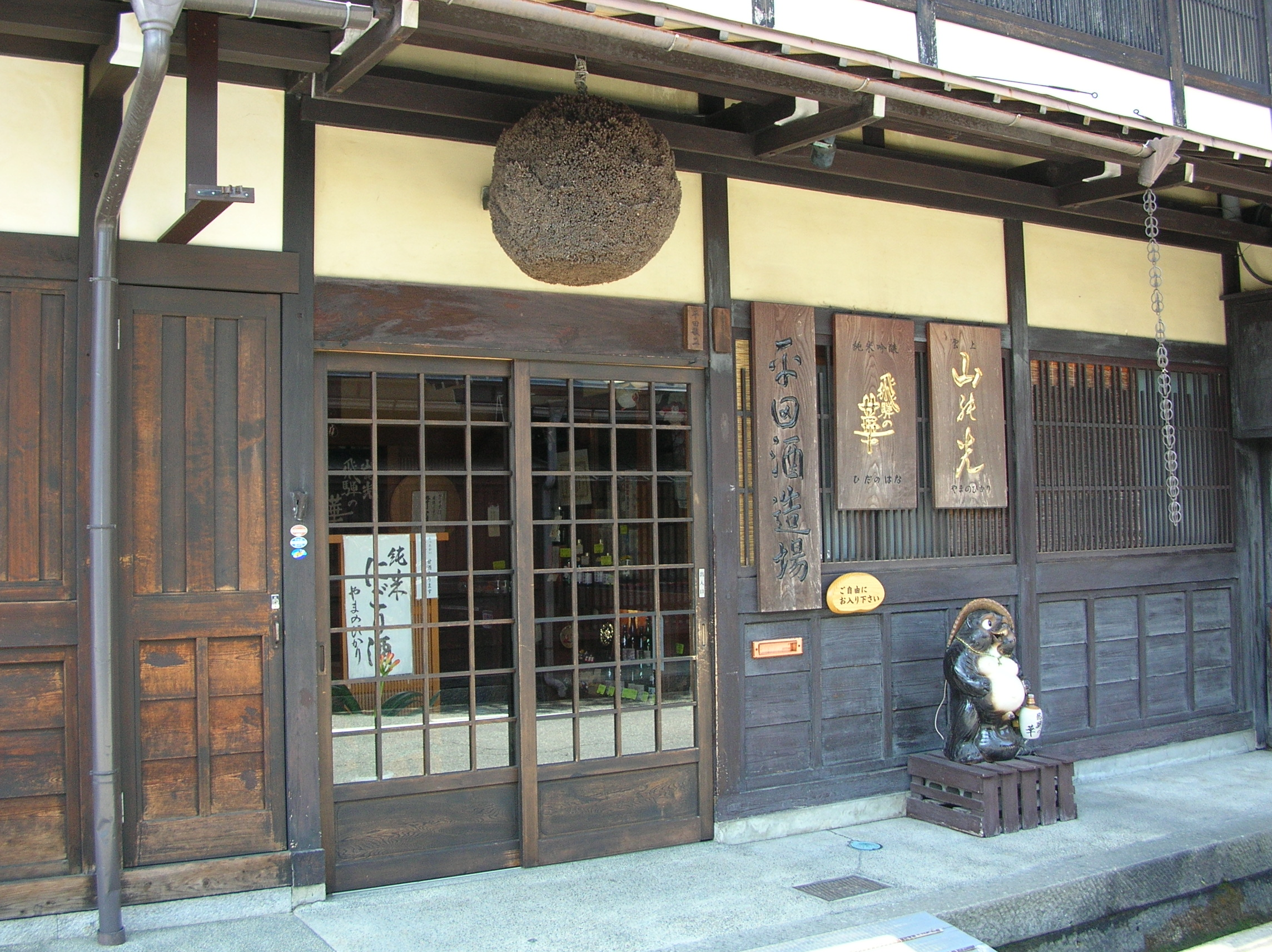
사케 양조장(다카야마시)

사케(일본어: 酒)는 일본식 맑은술로, 쌀을 발효시켜 만든 양조주이다.

## 이름
일본어로 ‘사케’(酒)는 일반적인 ‘술’을 뜻하는 낱말이다. 한국 등에서 흔히 ‘사케’라 불리는 일본식 청주는 일본에서는 니혼슈(일본어: 日本酒, 한국 한자음: 일본주) 또는 세이슈(일본어: 清酒, 한국 한자음: 청주)라 불린다.
한국에서는 정종(正宗, 일본어: 正宗 마사무네[*])으로도 부르는데, 이는 사쿠라마사무네(櫻正宗)라는 양조 회사에서 만든 사케의 상품명이 대중적으로 쓰이게 된 것이다.

## 역사
고지키(일본역사서)를 전후로 하여 나라 시대(700년대)에 편찬되었다고 전해지는 하리마풍토기에 <신에게 바친 양식에 곰팡이가 생겼다>라는 대목이 나온 것에서 쌀을 원료로 한 술에 관한 명확한 기술이 보인다.

## 발자취
한 설에 의하면 일본에는 예부터 '민족의 술'이라고도 해야 할 민간전승의 술이 있는 한편 야마토 조정의 확립과 함께 중국의 문화나 기술을 받아들인 '조정의 술'이 생겼다고 한다. 이미 헤이안시대 초기에는 현대의 술과 거의 변함없는 제조법으로 여러 가지 종류의 술이 만들어졌다고 엔기시키(延喜式, 900년대)에 적혀 있다. 그러다가 에도 시대에 들어서면서 '상인의 술'로서 상품화되기에 이른다. 이것은 각 지방에서 전해내려온 민속주의 기법과 조정의 제조기법이 교류해서 태어난 것이다.

## 제조법

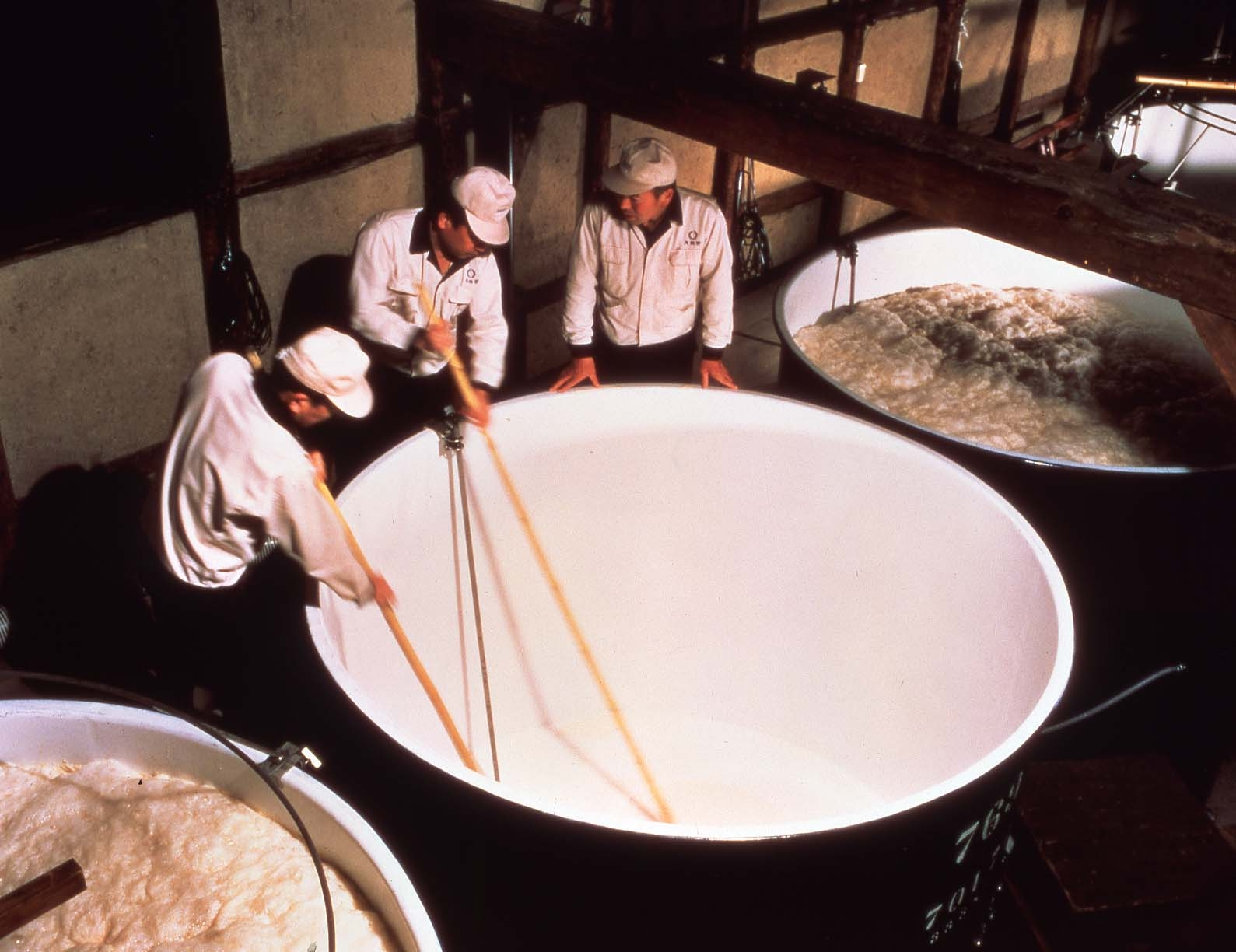
모로미

독특한 제조법이 현재에도 남아있다. 그 하나는 발효를 동시에 진행시키는 제조법인 복발효병행이다. 게다가 알코올 분이 20도 정도나 나오는 것은 일본술뿐이라고 한다. 또 하나는 1800년대 중기에 루이 파스퇴르가 발견한 '살균법'에 앞서 이미 무로마치 시대(1400년대)에 술을 저장하기 전에 65도 정도로 가열하여 살균하고 효소의 움직임을 멈추게 하여 향기를 숙성시키는 점화를 했었다는 기록이 남아있다.

## 전통과 관습
- 봄 : 하나미를 하면서 마신다.
- 여름 : '여름 넘기기 술'(夏越しの酒) 이라며 6월 그믐(말일)에 반년의 더러움을 흘려보내는 의미로 마신다. 이 시기는 모내기도 끝나고 잠깐 쉬는 시기로 다가 올 더운 여름을 극복하기 위해서 기원하면서 마시는 '서기지불의 술'(暑気払いのお酒)이다.
- 여름 ~ 가을 : 음력 8월 15일 보름달의 달빛을 맞으며 마시는 '달구경술'(月見酒)이다. 에도 시대에는 스미다 강 부근 일대의 요리집이 붐비고 하룻밤에 마신 술의 양이 엄청났다고 한다. 달맞이를 하면서 계절의 변화를 맛보는 술이다.
- 겨울 : 그침없이 내리는 눈을 보면서 마시는 '눈구경술'(雪見酒)이다.

## 종류

### 일본의 청주 분류
| 명칭                        | 원료               | 정미비율              | 향미              |
| --------------------------- | ------------------ | --------------------- | ----------------- |
| 음양주 (吟釀酒)             | 쌀, 누룩, 양조알콜 | 60% 이하              | 고유향미 양호     |
| 대음양주 (大吟釀酒)         | 쌀, 누룩, 양조알콜 | 50% 이하              | 고유향미, 색 양호 |
| 순미주 (純米酒)             | 쌀, 누룩           | 70% 이하              | 향미, 색 양호     |
| 순미음양주 (純米吟釀酒)     | 쌀, 누룩           | 60% 이하              | 고유향미, 색 양호 |
| 순미대음양주 (純米大吟釀酒) | 쌀, 누룩           | 50% 이하              | 고유향미, 색 양호 |
| 특별순미주 (特別純米酒)     | 쌀, 누룩           | 60% 이하나 특별제조법 | 향미, 색 양호     |
| 본양조주 (本釀造酒)         | 쌀, 누룩, 양조알콜 | 70% 이하              | 향미, 색 양호     |
| 특별본양조주 (特別本釀造酒) | 쌀, 누룩, 양조알콜 | 60% 이하나 특별제조법 | 향미, 색 양호     |

- 양조주
- 증류주
- 혼성주
- 음양주
- 순미주
- 본양조주

## 한국 청주와의 차이
한국과 일본의 청주는 쌀을 원료로 누룩곰팡이를 이용하여 당화 발효한다는 기본 제법은 같으나 세부 과정에 차이가 있다. 한국 청주는 옹기(항아리)에 담아 발효-숙성시키지만 사케는 옹기 대신 커다란 삼나무통에 술을 담아 발효-숙성시켰다. 이 과정에서 삼나무의 향과 잡맛이 배어들게 된다. 세라믹코팅을 한 양철통(법랑)이 일본 양조장에 보급되기 시작한 것은 1940년대에 이르러서다. 현대 사케의 '깔끔한 맛'은 50년 내외의 짧은 역사를 가지고 있고, 여러 가지 여건을 살펴보면 실제로는 20년 정도에 불과하다.

## 같이 보기
- 미주